# Tân Thành, Cà Mau
Tân Thành là một phường thuộc tỉnh Cà Mau, Việt Nam.

## Địa lý
Phường Tân Thành có vị trí địa lý:
- Phía đông giáp xã Phong Thạnh
- Phía tây giáp phường Lý Văn Lâm
- Phía nam giáp phường Hòa Thành
- Phía bắc giáp phường An Xuyên.

Phường Tân Thành có diện tích 48,42 km², dân số năm 2024 là 83.758 người, mật độ dân số đạt 1.729 người/km².

## Hành chính
Phường Tân Thành được chia thành 35 khóm: 1, 2, 3, 4, 5, 6, 7, 8, 9, 10, 11, 12, 13, 14, 15, 16, 17, 18, 19, 20, 21, 22, 23, 24, 25, 26, 27, 28, 29, 30, 31, 32, Cây Trâm, Cây Trâm A, Định Bình.

## Lịch sử
Trước năm 1956, xã Tân Thành thuộc quận Giá Rai, tỉnh Bạc Liêu.
Ngày 9 tháng 3 năm 1956, Chính quyền Việt Nam Cộng hòa ban hành Sắc lệnh số 32-NV về việc thành lập tỉnh Cà Mau trên cơ sở một phần và sáp nhập 4 xã: Định Thành, Hòa Thành, Tân Thành, Phong Thạnh Tây thuộc quận Giá Rai, tỉnh Bạc Liêu.
Ngày 22 tháng 10 năm 1956, Tổng thống Việt Nam Cộng hòa Ngô Đình Diệm ban hành Sắc lệnh số 143-NV về việc:
- Thành lập tỉnh An Xuyên trên cơ sở đổi tên tỉnh Cà Mau.
- Đổi tên tỉnh lỵ Cà Mau thành Quản Long. Xã Tân Thành thuộc quận Quản Long.

Sau năm 1975, xã Tân Thành thuộc huyện Châu Thành, tỉnh Cà Mau.
Ngày 20 tháng 9 năm 1975, Bộ Chính trị ban hành Nghị quyết số 245-NQ/TW về việc hợp nhất tỉnh Bạc Liêu, tỉnh Cà Mau và 2 huyện An Biên, Vĩnh Thuận (ngoại trừ 2 xã Đông Yên và Tây Yên) của tỉnh Rạch Giá thành một tỉnh mới, tên gọi tỉnh mới cùng với nơi đặt tỉnh lỵ sẽ do địa phương đề nghị lên.
Ngày 20 tháng 12 năm 1975, Bộ Chính trị ban hành Nghị quyết số 19/NQ về việc hợp nhất tỉnh Bạc Liêu và tỉnh Cà Mau thành một tỉnh mới, tên gọi tỉnh mới cùng với nơi đặt tỉnh lỵ sẽ do địa phương đề nghị lên.
Ngày 24 tháng 2 năm 1976, Chính phủ Cách mạng Lâm thời Cộng hòa miền Nam Việt Nam ban hành Nghị định số 3/NQ/1976 về việc hợp nhất tỉnh Bạc Liêu và tỉnh Cà Mau thành một tỉnh mới, lấy tên là tỉnh Bạc Liêu – Cà Mau. Khi đó, xã Tân Thành thuộc huyện Châu Thành, tỉnh Cà Mau – Bạc Liêu.
Ngày 10 tháng 3 năm 1976, Chính phủ ban hành Nghị quyết về việc thành lập tỉnh Minh Hải trên cơ sở đổi tên tỉnh Bạc Liêu – Cà Mau. Khi đó, xã Tân Thành thuộc huyện Châu Thành, tỉnh Minh Hải.
Ngày 11 tháng 7 năm 1977, Hội đồng Chính phủ ban hành Quyết định số 181-CP về việc sáp nhập xã Tân Thành huyện Châu Thành mới giải vào huyện Giá Rai.
Ngày 29 tháng 12 năm 1978, Hội đồng Chính phủ ban hành Quyết định số 326-CP về việc chuyển xã Tân Thành thuộc huyện Giá Rai về huyện Cà Mau mới thành lập quản lý.
Ngày 25 tháng 7 năm 1979, Hội đồng Chính phủ ban hành Quyết định số 275-CP về việc chia xã Tân Thành thuộc huyện Cà Mau thành 3 xã: Tân Thành, Tân Định, Tân Thạnh.
Ngày 30 tháng 8 năm 1983, Hội đồng Bộ trưởng ban hành Quyết định số 94-HĐBT về việc sáp nhập xã Tân Định và xã Tân Thành của huyện Cà Mau mới giải thể vào thị xã Cà Mau.
Ngày 14 tháng 2 năm 1987, Hội đồng Bộ trưởng ban hành Quyết định số 33B-HĐBT về việc sáp nhập xã Tân Định vào xã Tân Thành.
Ngày 6 tháng 11 năm 1996, Quốc hội ban hành Nghị quyết về việc chia tỉnh Minh Hải thành tỉnh Bạc Liêu và tỉnh Cà Mau. Khi đó, xã Tân Thành thuộc thị xã Cà Mau, tỉnh Cà Mau.
Ngày 4 tháng 6 năm 2009, Chính phủ ban hành Nghị quyết số 24/NQ-CP về việc thành lập phường Tân Thành thuộc thành phố Cà Mau trên cơ sở điều chỉnh 1.115,32 ha diện tích tự nhiên và 5.137 nhân khẩu của xã Tân Thành.
Sau khi điều chỉnh địa giới hành chính, xã Tân Thành còn lại 2.385,54 ha diện tích tự nhiên và 7.715 nhân khẩu.
Ngày 9 tháng 12 năm 2020, HĐND tỉnh Cà Mau ban hành Nghị quyết số 28/NQ-HĐND về việc:
- Sáp nhập Khóm 1 thuộc Phường 5 vào Khóm 2.
- Sáp nhập Khóm 5 thuộc phường Tân Thành vào Khóm 4.

Tính đến ngày 31/12/2024:
- Phường 5 có 7 khóm: 2, 3, 4, 5, 6, 7, 8.
- Phường Tân Thành có 5 khóm: 1, 2, 3, 4, 6.
- Xã Tân Thành có 6 ấp: 2, 3, 4, 5, 6, Định Bình.
- Một phần của Phường 7 có 5 khóm: 2, 3, 4, 5, 6.
- Một phần Phường 6 có 7 khóm: 1, 2, 3, 4, 5, 7, 9.
- Một phần xã Định Bình có 2 ấp: Cây Trâm, Cây Trâm A.
- Một phần xã Tắc Vân có 3 ấp: 1, 2, 3.

Ngày 12 tháng 6 năm 2025, Quốc hội ban hành Nghị quyết số 202/2025/QH15 về việc sắp xếp đơn vị hành chính cấp tỉnh (nghị quyết có hiệu lực từ ngày 12 tháng 6 năm 2025). Theo đó, sáp nhập tỉnh Bạc Liêu vào tỉnh Cà Mau.
Ngày 16 tháng 6 năm 2025, Ủy ban Thường vụ Quốc hội ban hành Nghị quyết số 1655/NQ-UBTVQH15 về việc sắp xếp các đơn vị hành chính cấp xã của tỉnh Cà Mau năm 2025 (nghị quyết có hiệu lực từ ngày 16 tháng 6 năm 2025). Theo đó, sáp nhập toàn bộ 2,0 km² diện tích tự nhiên, quy mô dân số là 23.680 người của Phường 5 thuộc thành phố Cà Mau; toàn bộ 24,2 km² diện tích tự nhiên, quy mô dân số là 10.394 người xã Tân Thành thuộc thành phố Cà Mau; điều chỉnh 0,32 km² diện tích tự nhiên, quy mô dân số là 5.989 người của Phường 7 thuộc thành phố Cà Mau; điều chỉnh 4,55 km² diện tích tự nhiên, quy mô dân số 19.616 người của Phường 6 thuộc thành phố Cà Mau; điều chỉnh 2,78 km² diện tích tự nhiên, quy mô dân số là 4.965 người của xã Định Bình thuộc thành phố Cà Mau và điều chỉnh 3,37 km² diện tích tự nhiên, quy mô dân số 10.987 người xã Tắc Vân thuộc thành phố Cà Mau vào toàn bộ 11,2 km² diện tích tự nhiên, quy mô dân số là 8.127 người của phường Tân Thành thuộc thành phố Cà Mau.
Phường Tân Thành có 48,42 km² diện tích tự nhiên và quy mô dân số là 83.758 người.
Ngày 24 tháng 7 năm 2025, HĐND phường Tân Thành ban hành Nghị quyết số 14/NQ-HĐND về việc:
- Giữ nguyên 5 khóm: 1, 2, 3, 4, 6 thuộc phường Tân Thành.
- Đổi tên Ấp 3 thuộc xã Tân Thành thành Khóm 5 thuộc phường Tân Thành.
- Đổi tên Ấp 6 thuộc xã Tân Thành thành Khóm 7 thuộc phường Tân Thành.
- Đổi tên Ấp 4 thuộc xã Tân Thành thành Khóm 8 thuộc phường Tân Thành.
- Đổi tên Ấp 5 thuộc xã Tân Thành thành Khóm 9 thuộc phường Tân Thành.
- Đổi tên Ấp 2 thuộc xã Tân Thành thành Khóm 10 thuộc phường Tân Thành.
- Đổi tên Ấp 1 thuộc xã Tắc Vân thành Khóm 11 thuộc phường Tân Thành.
- Đổi tên Ấp 2 thuộc xã Tắc Vân cũ thành Khóm 12 thuộc phường Tân Thành.
- Đổi tên Ấp 3 thuộc xã Tắc Vân thành Khóm 13 thuộc phường Tân Thành.
- Đổi tên Khóm 9 thuộc Phường 6 thành Khóm 14 thuộc phường Tân Thành.
- Đổi tên Khóm 7 thuộc Phường 6 thành Khóm 15 thuộc phường Tân Thành.
- Đổi tên Khóm 5 thuộc Phường 6 thành Khóm 16 thuộc phường Tân Thành.
- Đổi tên Khóm 4 thuộc Phường 6 thành Khóm 17 thuộc phường Tân Thành.
- Đổi tên Khóm 8 thuộc Phường 5 thành Khóm 18 thuộc phường Tân Thành.
- Đổi tên Khóm 5 thuộc Phường 5 thành Khóm 19 thuộc phường Tân Thành.
- Đổi tên Khóm 4 thuộc Phường 5 thành Khóm 20 thuộc phường Tân Thành.
- Đổi tên Khóm 3 thuộc Phường 6 thành Khóm 21 thuộc phường Tân Thành.
- Đổi tên Khóm 7 thuộc Phường 5 thành Khóm 22 thuộc phường Tân Thành.
- Đổi tên Khóm 2 thuộc Phường 6 thành Khóm 23 thuộc phường Tân Thành.
- Đổi tên Khóm 1 thuộc Phường 6 thành Khóm 24 thuộc phường Tân Thành.
- Đổi tên Khóm 6 thuộc Phường 5 thành Khóm 25 thuộc phường Tân Thành.
- Đổi tên Khóm 3 thuộc Phường 5 thành Khóm 26 thuộc phường Tân Thành.
- Đổi tên Khóm 2 thuộc Phường 5 thành Khóm 27 thuộc phường Tân Thành.
- Đổi tên Khóm 6 thuộc Phường 7 thành Khóm 28 thuộc phường Tân Thành.
- Đổi tên Khóm 5 thuộc Phường 7 thành Khóm 29 thuộc phường Tân Thành.
- Đổi tên Khóm 4 thuộc Phường 7 thành Khóm 30 thuộc phường Tân Thành.
- Đổi tên Khóm 2 thuộc Phường 7 thành Khóm 31 thuộc phường Tân Thành.
- Đổi tên Khóm 3 thuộc Phường 7 thành Khóm 32 thuộc phường Tân Thành.
- Đổi tên ấp Cây Trâm thuộc xã Định Bình thành khóm Cây Trâm thuộc phường Tân Thành.
- Đổi tên ấp Cây Trâm A thuộc xã Định Bình thành khóm Cây Trâm A thuộc phường Tân Thành.
- Đổi tên ấp Định Bình thuộc xã Tân Thành thành khóm Định Bình thuộc phường Tân Thành.